# 385446 Manwë
385446 Manwë é um objeto transnetuniano binário que está localizado no cinturão de Kuiper, uma região do Sistema Solar. Este corpo celeste está em uma ressonância orbital de 4:7 com o planeta Netuno. Ele possui uma magnitude absoluta de 6,5 e tem um diâmetro estimado com cerca de 151 km.
O corpo secundário, Thorondor, é estimado para ter cerca de metade do tamanho do primário, 88 km contra 151 km de Manwë. A curva de luz tem uma grande variabilidade fotométrica, com a magnitude relativa dos dois objetos medidos variadamente 0,6-2,1, ao longo de uns poucos anos.

## Descoberta
385446 Manwë foi descoberto no dia 25 de agosto de 2003 pelo astrônomo Marc W. Buie.

## Nome
Este objeto inicialmente usou a designação provisória de 2003 QW111 até receber o nome de Manwë, em homenagem ao deus ficcional Valar na obra do escritor britânico J. R. R. Tolkien, Manwë é a mais importante entre as divindades que governam o mundo. Manwë assume a responsabilidade especial para o ar e os ventos.

## Características orbitais
A órbita de 385446 Manwë tem uma excentricidade de 0,114 e possui um semieixo maior de 43,534 UA. O seu periélio leva o mesmo a uma distância de 38,583 UA em relação ao Sol e seu afélio a 48,485 UA.

## Características físicas
A composição de Manwë é desconhecida, mas é susceptível que o mesmo seja composto principalmente de gelo, porque a densidade nominal (com grande incerteza) é menor do que a da água. pelo menos um outro objeto do Cinturão de Kuiper, (55637) 2002 UX25, foi encontrado com uma densidade de menos do que 1 g/cm3, o que implica ser um objeto feito principalmente de gelo com uma fração baixa de rocha e alta porosidade.

## Ocultações
Manwë e Thorondor estão previsto para passar por um período de ocultações e mútuos trânsitos de 2014 a 2018, quando um dos objetos atravessa na frente do outro, visto da Terra. Plutão e Caronte passou por uma série semelhante de acontecimentos mútuos no período de 1985 a 1990. Observações desses eventos permitirá obter melhores estimativas dos raios dos dois objetos e suas densidades, bem como, possivelmente, determinar suas formas e mapeamento de cores da superfície e albedo. O primeiro evento, uma ocultação inferior, está previsto para ocorrer em 16 de julho de 2014, e esses eventos continuarão até 25 de outubro de 2018.